# Powiat de Grodzisk Mazowiecki
Ne doit pas être confondu avec Powiat de Grodzisk Wielkopolski.
Le powiat de Grodzisk Mazowiecki (polonais : powiat grodziski) est un powiat (district) de la voïvodie de Mazovie, dans le centre-est de la Pologne.
Elle est née le 1er janvier 1999, à la suite des réformes polonaises de gouvernement local passées en 1998. 
Le siège administratif du powiat est la ville de Grodzisk Mazowiecki, qui se trouve à 29 kilomètres au sud-ouest de Varsovie, capitale de la Pologne. Le powiat possède deux autres villes : Milanówek, située à 2 kilomètres au nord-est de Grodzisk Mazowiecki, et Podkowa Leśna, à 8 kilomètres de Grodzisk Mazowiecki. 
Le district couvre une superficie de 366,87 kilomètres carrés. En 2006, sa population totale est de 78 208 habitants, avec une population pour la ville de Gostynin de 27 055 habitants, de la ville de Milanówek de 15 660 habitants, de la ville de Podkowa Leśna de 3 824 habitants et une population rurale de 31 669 habitants.

## Powiaty voisines
La Powiat de Grodzisk Mazowiecki est bordée des powiaty de : 
- Varsovie-ouest au nord-est ;
- Pruszków et Piaseczno à l'est ;
- Grójec au sud ;
- Żyrardów et Sochaczew à l'ouest.

## Division administrative

Position des gminy dans la powiat

Le powiat est divisé en six gminy (communes) :
| Gmina                    | Type         | Superficie (km²) | Population (2006) | Siège               |
| Gmina Grodzisk Mazowieck | urbain-rural | 107,0            | 37 432            | Grodzisk Mazowiecki |
| Milanówek                | urbain       | 13,5             | 15 660            |                     |
| Gmina Jaktorów           | rural        | 55,2             | 10 090            | Jaktorów            |
| Gmina Żabia Wola         | rural        | 105,6            | 6 347             | Żabia Wola          |
| Gmina Baranów            | rural        | 75,4             | 4 855             | Baranów             |
| Podkowa Leśna            | urbain       | 10,1             | 3 824             |                     |

## Démographie
Données du 31 décembre 2012:
| description | Total  | Total | Femmes | Femmes | Hommes | Hommes |
| ----------- | ------ | ----- | ------ | ------ | ------ | ------ |
| Unité       | Nombre | %     | Nombre | %      | Nombre | %      |
| Population  | 76 990 | 100   | 40 276 | 52,31  | 36 714 | 47,69  |
| Urbain      | 45 987 | 59,73 | 24 475 | 31,79  | 21 512 | 27,94  |
| Rural       | 31 003 | 40,27 | 15 801 | 20,52  | 15 202 | 19,75  |

## Histoire
De 1975 à 1998, les différents gminy du powiat actuelle appartenaient administrativement à la Voïvodie de Skierniewice et à la Voïvodie de Varsovie.

La Powiat de Grodzisk Mazowiecki est créée le 1er janvier 1999, à la suite des réformes polonaises de gouvernement local passées en 1998 et est rattachée à la voïvodie de Mazovie.